# Shinkansen

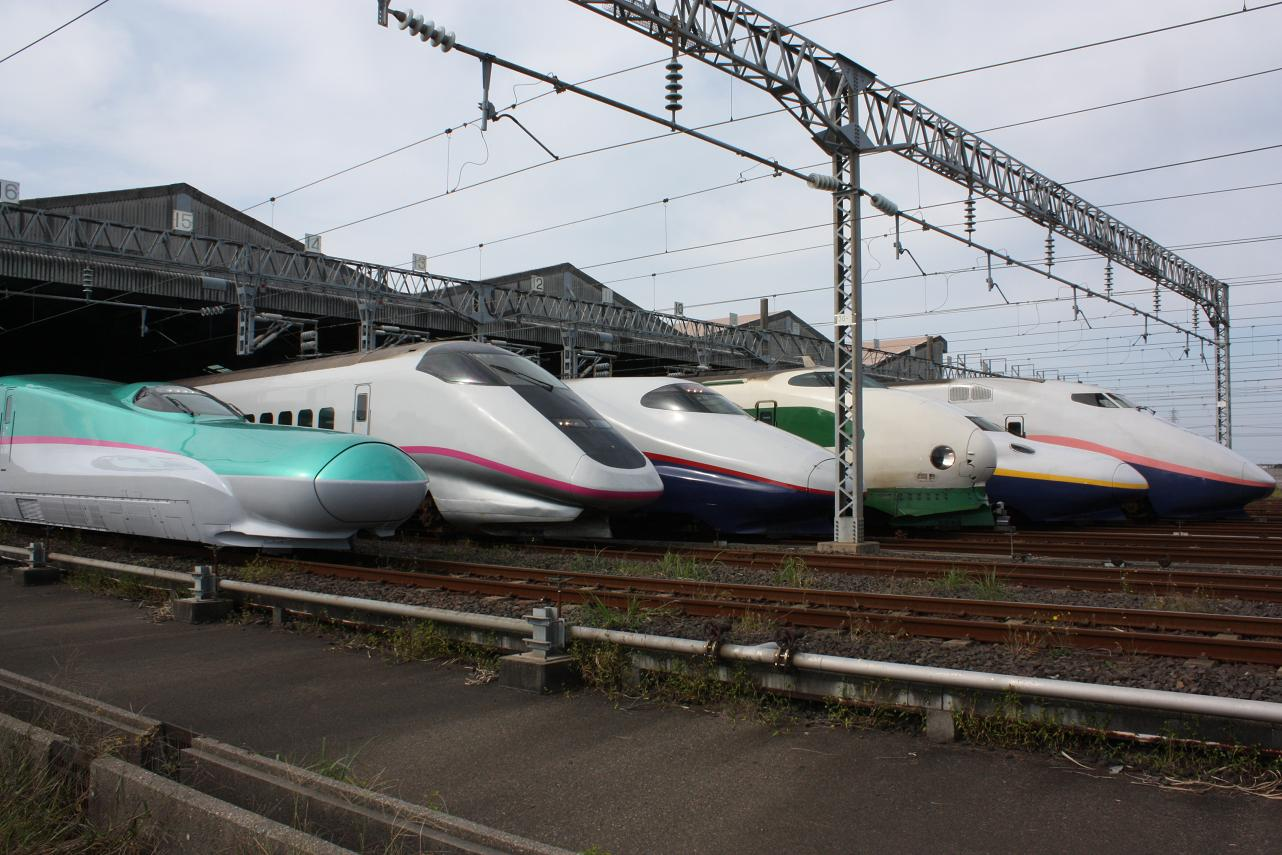
Shinkansen serii 200~E5

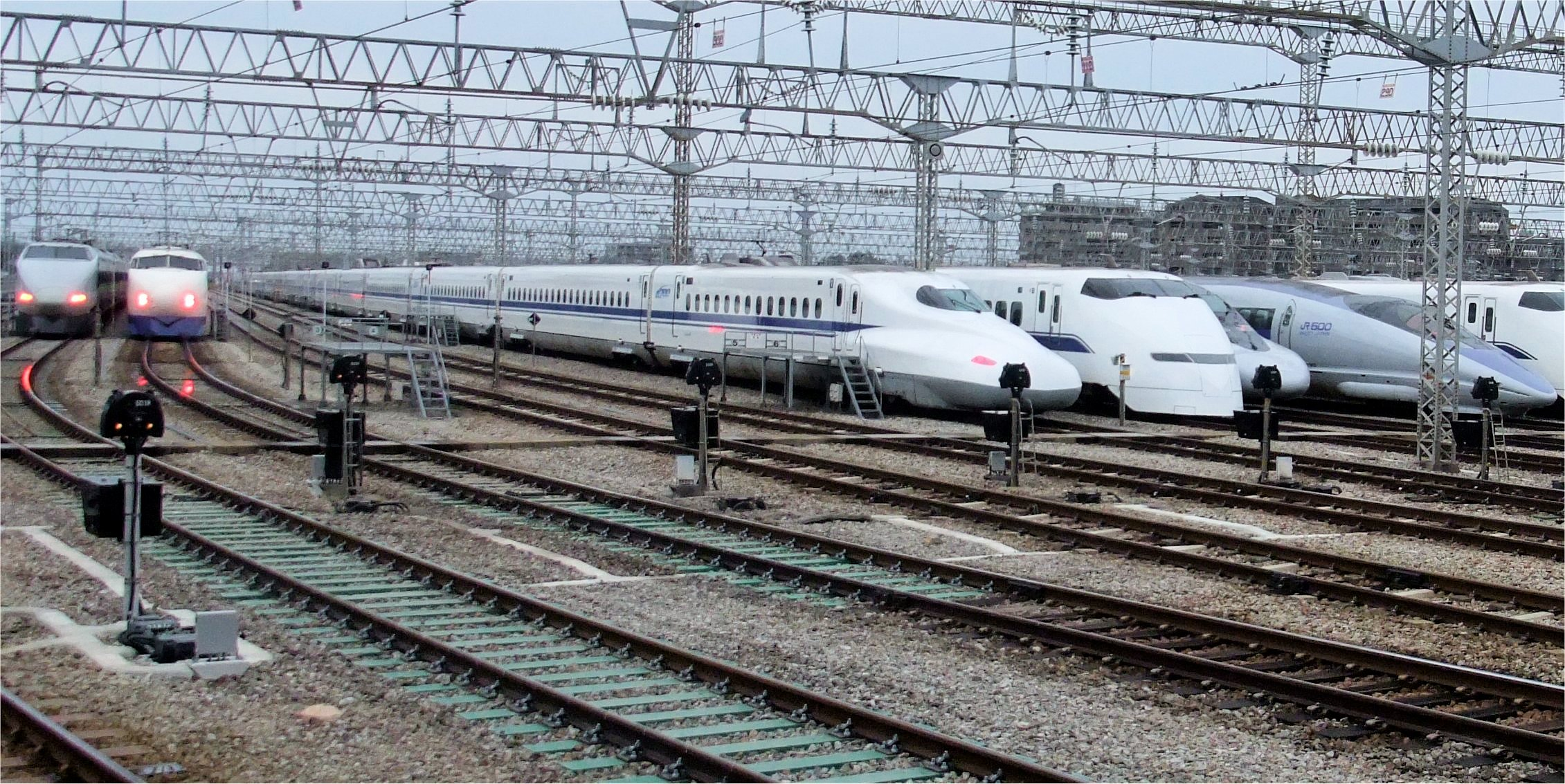
Shinkansen 0 ~ N700

Shinkansen (jap. 新幹線) – japoński system kolei dużych prędkości, osiągających prędkość maksymalną do 320 km/h. Pierwsza linia o nazwie Tōkaidō Shinkansen została otwarta w 1964.

## Nazwa
Nazwa „shinkansen” została użyta po raz pierwszy w latach 40. XX wieku dla planowanej linii kolejowej, która miała łączyć Tokio z Shimonoseki. W wyniku przegranej wojny, plany odrzucono.
Powszechnie dziś znaną nazwę Shinkansen tłumaczy się dosłownie jako „Nową Główną Linię” – odnosiła się bowiem pierwotnie do jednej linii Tōkaidō, która połączyła Tokio z Osaką przed olimpiadą w 1964 roku. Z biegiem lat linia rozrosła się w ogólnokrajową sieć, przejmując nazwę. Poszczególne linie zawierają w sobie nazwy regionów, przez które biegną (np. Tōhoku Shinkansen), a pojedyncze superekspresy mają łatwe do zapamiętania nazwy jak „Hikari” („Światło”) czy „Kodama” („Echo”). Takie rozróżnienia ułatwiają rozpoznanie obsługiwanego regionu, połączeń poszczególnych linii oraz rodzajów ekspresów i ich rozkładu jazdy. Jest to ważne także dlatego, że przy dużej częstotliwości kursowania (co kilkanaście minut) łatwo pomylić rodzaje pociągów. Biegną tą samą trasą, ale zatrzymują się na różnych stacjach. Na przykład na trasie Tokio-Osaka „Kodama” zatrzymuje się na wszystkich stacjach, a więc pokonuje dystans wolniej niż „Hikari”, który zatrzymuje się tylko na części z nich, dzięki czemu cel osiąga znacznie szybciej.
Popularna angielska nazwa bullet train („pociąg-pocisk”) nie jest przez Japończyków używana. Powstała ona z tłumaczenia japońskich słów dangan-ressha (jap. 弾丸列車), pochodzących od kształtu lokomotywy projektowanej w latach 30. XX wieku.

## Historia

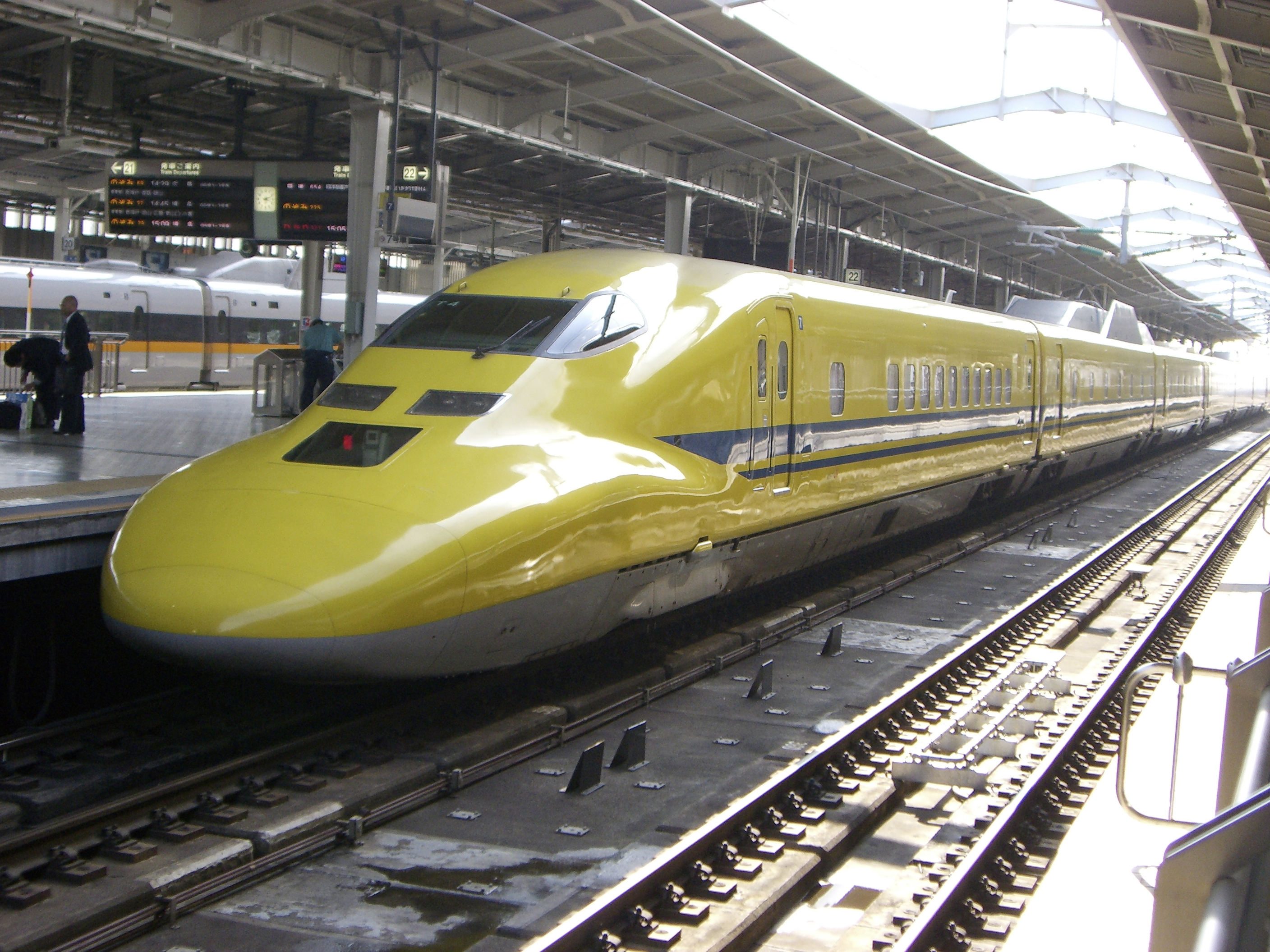
Doctor Yellow – skład do kontroli torów, na stacji Shin-Ōsaka

Japonia była pierwszym krajem, który rozpoczął prace nad systemem kolei dużych prędkości. Budowa pierwszego odcinka, pomiędzy Tokio i Osaką (Tōkaidō Shinkansen) rozpoczęła się w 1959 roku. Oficjalne otwarcie nastąpiło 1 października 1964 roku. Linia odniosła olbrzymi sukces, przewożąc 100 milionów pasażerów już po niecałych trzech latach (13 czerwca 1967 roku), a miliard przekraczając w 1976.
Pierwsze pociągi jeździły z prędkością 210 km/h, potem zwiększoną do 220 km/h. Dziś prędkości pociągów są różne w zależności od linii, a najszybsze z nich przewożą pasażerów z prędkością 320 km/h, co stawia je na równi z francuskimi TGV.
Shinkanseny to pociągi normalnotorowe (rozstaw torów 1435 mm), inaczej niż większość kolei japońskich, używających torów o rozstawie 1067 mm. Dzięki temu w wagonach jest miejsce na większą liczbę siedzeń niż w klasycznych pociągach (układy 2+3 lub nawet 3+3). Między północą, a godziną 6:00 linie zamykane są na potrzeby konserwacji. Jeżdżą po nich wówczas także specjalne pociągi Doctor Yellow, które za pomocą zamontowanej na ich pokładzie specjalistycznej aparatury dokładnie sprawdzają każdy odcinek torów.

## Linie Shinkansen
Główne linie kolei Shinkansen to:

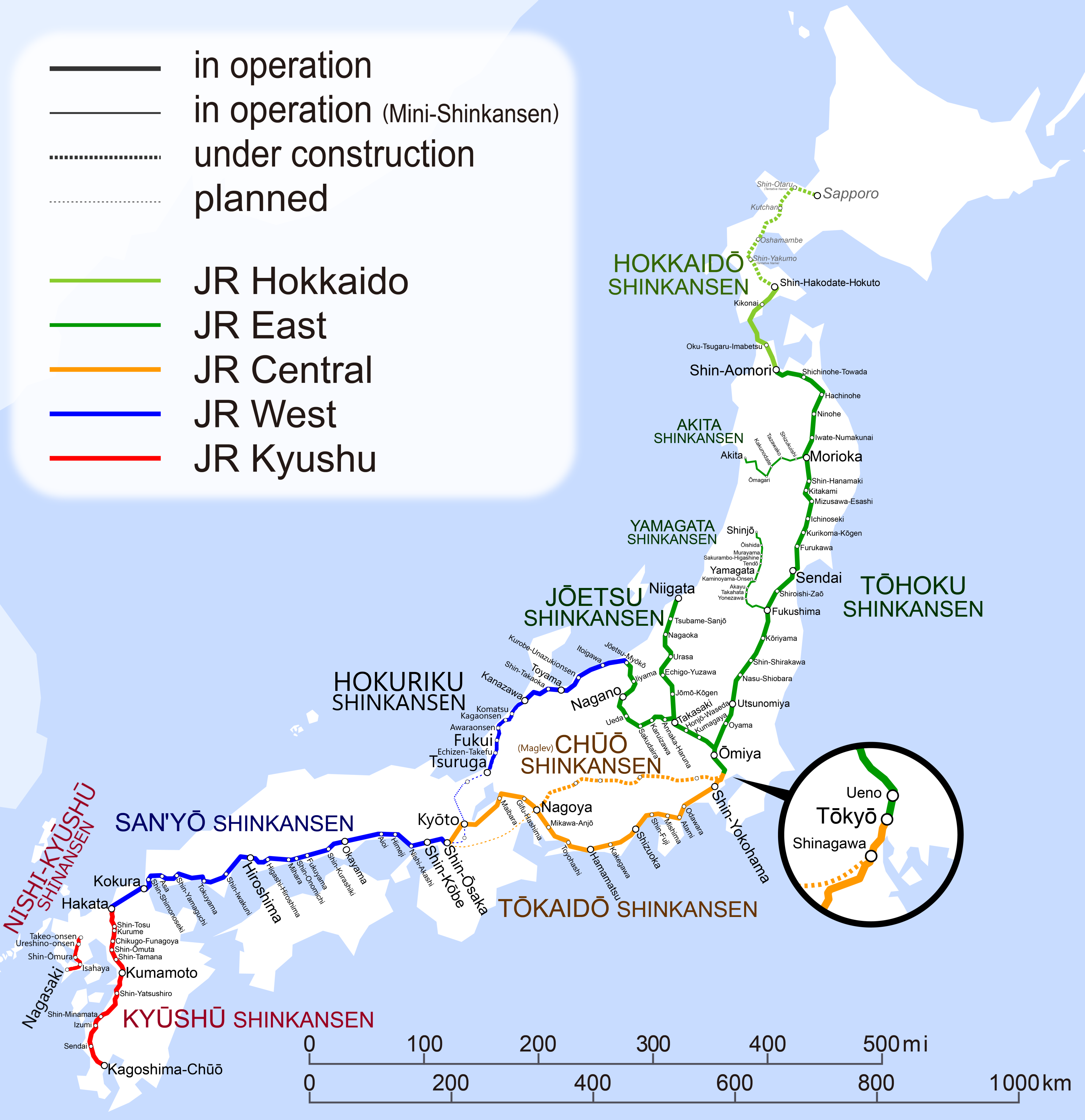
Mapa sieci kolejowej Shinkansen w 2024

- Tōkaidō Shinkansen – Tokio (Stacja Tokio) – Osaka (Stacja Shin-Ōsaka) – 515 km
- San'yō Shinkansen – Osaka (Stacja Shin-Ōsaka) – Fukuoka (Stacja Hakata) – 554 km
- Tōhoku Shinkansen – Tokio (Stacja Tokio) – Aomori (Stacja Shin-Aomori) – 675 km
- Jōetsu Shinkansen – Saitama (Stacja Ōmiya) – Niigata (Stacja Niigata) – 270 km
- Hokuriku Shinkansen (Nagano Shinkansen) – Takasaki (Stacja Takasaki) – Nagano (Stacja Nagano) – 117 km
- Kyūshū Shinkansen – Fukuoka (Stacja Hakata) – Kagoshima (Stacja Kagoshima-Chūō) – 257 km
- Linia Hakata-Minami – Fukuoka (Stacja Hakata) – Kasuga (Stacja Hakata-Minami) – 9 km
- Linia Gala-Yuzawa – Yuzawa (Stacja Echigo-Yuzawa – Gala-Yuzawa) – 2 km
- Hokkaidō Shinkansen – Aomori (Stacja Shin-Aomori) – Hakodate (Stacja Shin-Hakodate), w budowie, otwarta w marcu 2016[6]; przedłużenie tej linii do Sapporo jest projektowane

Mini-Shinkansen (Maksymalna prędkość operacyjna: 130 km/h)
- Yamagata Shinkansen – Fukushima (Stacja Fukushima) – Shinjō (Stacja Shinjō) – 149 km
- Akita Shinkansen – Morioka (Stacja Morioka) – Akita (Stacja Akita) – 127 km

Ta ostatnia wykorzystuje pociągi Shinkansen, ale tory zwykłej linii kolejowej.
Linie Shinkansen projektowane oraz w budowie:
- Hokuriku Shinkansen – Nagano (Stacja Nagano) – Kanazawa (Stacja Kanazawa), w budowie, będzie otwarta do roku 2014; przedłużenie tej linii do Osaki jest projektowane i budowana jest tylko Stacja Fukui w mieście Fukui
- Kyūshū Shinkansen – Takeo (Stacja Takeo-Onsen) – Isahaya (Stacja Isahaya), w budowie
- Chūō Shinkansen – maglev, projektowana
- Taiwan High Speed Rail – linia wykorzystująca technologię Shinkansen na Tajwanie, w budowie

## Modele pociągów Shinkansen

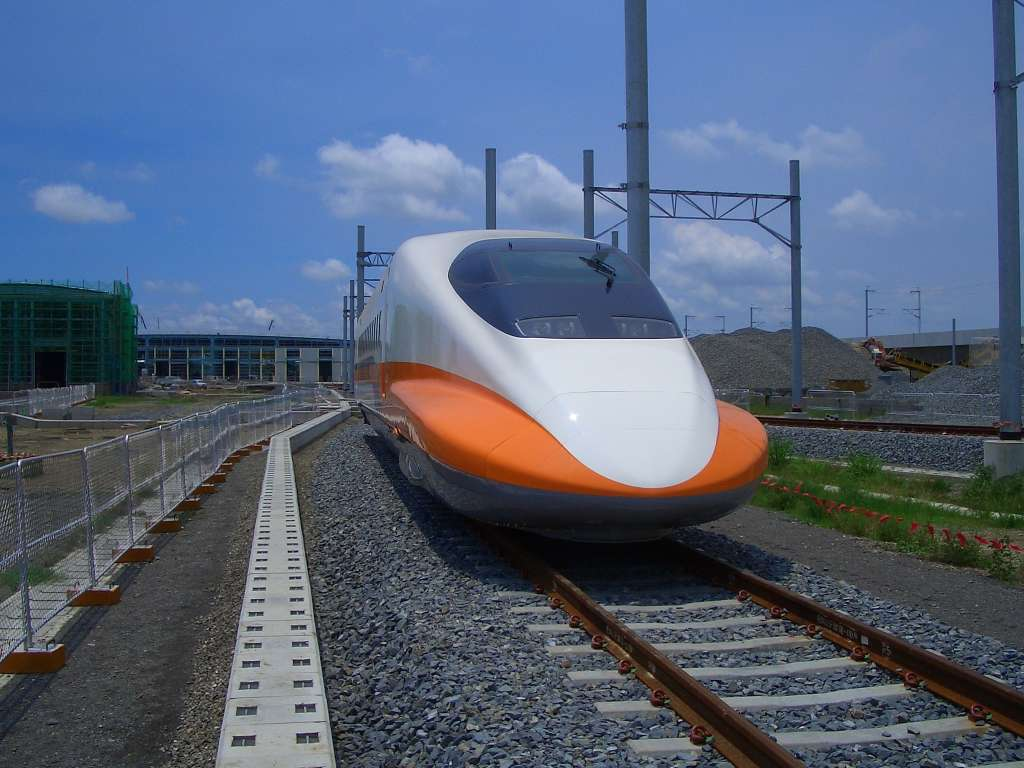
Shinkansen serii 700T w mieście Kaohsiung na Tajwanie

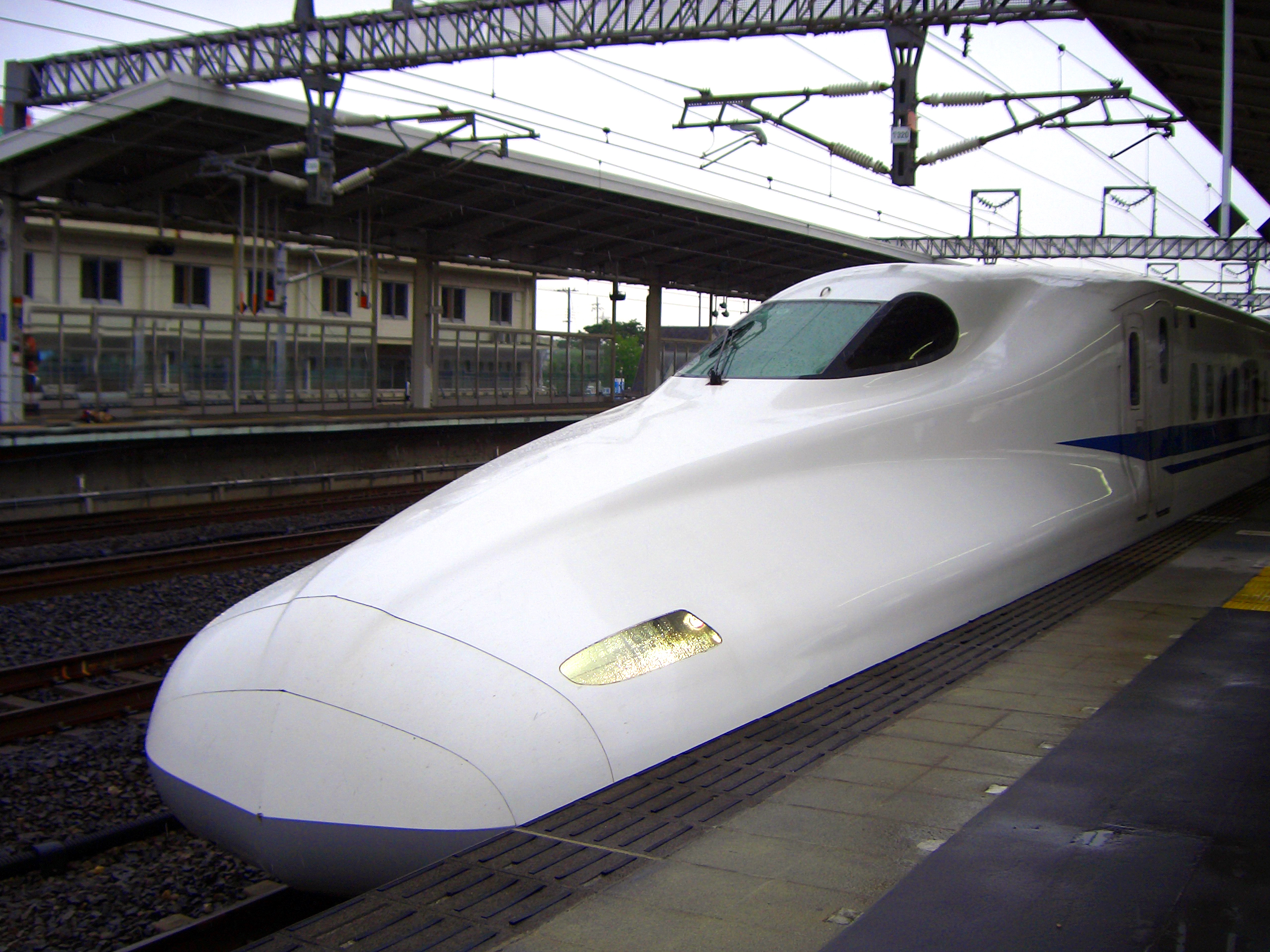
Shinkansen serii N700 przy stacji rozrządowej

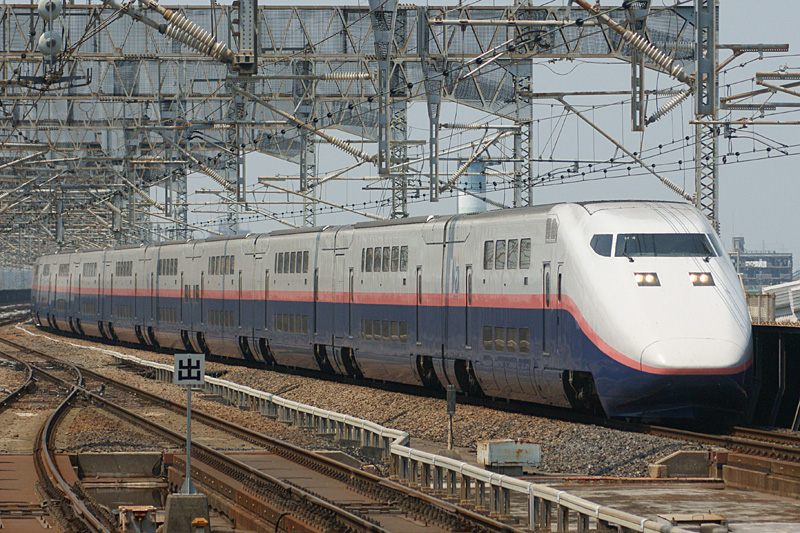
Shinkansen serii E1 „Toki” na stacji Ōmiya

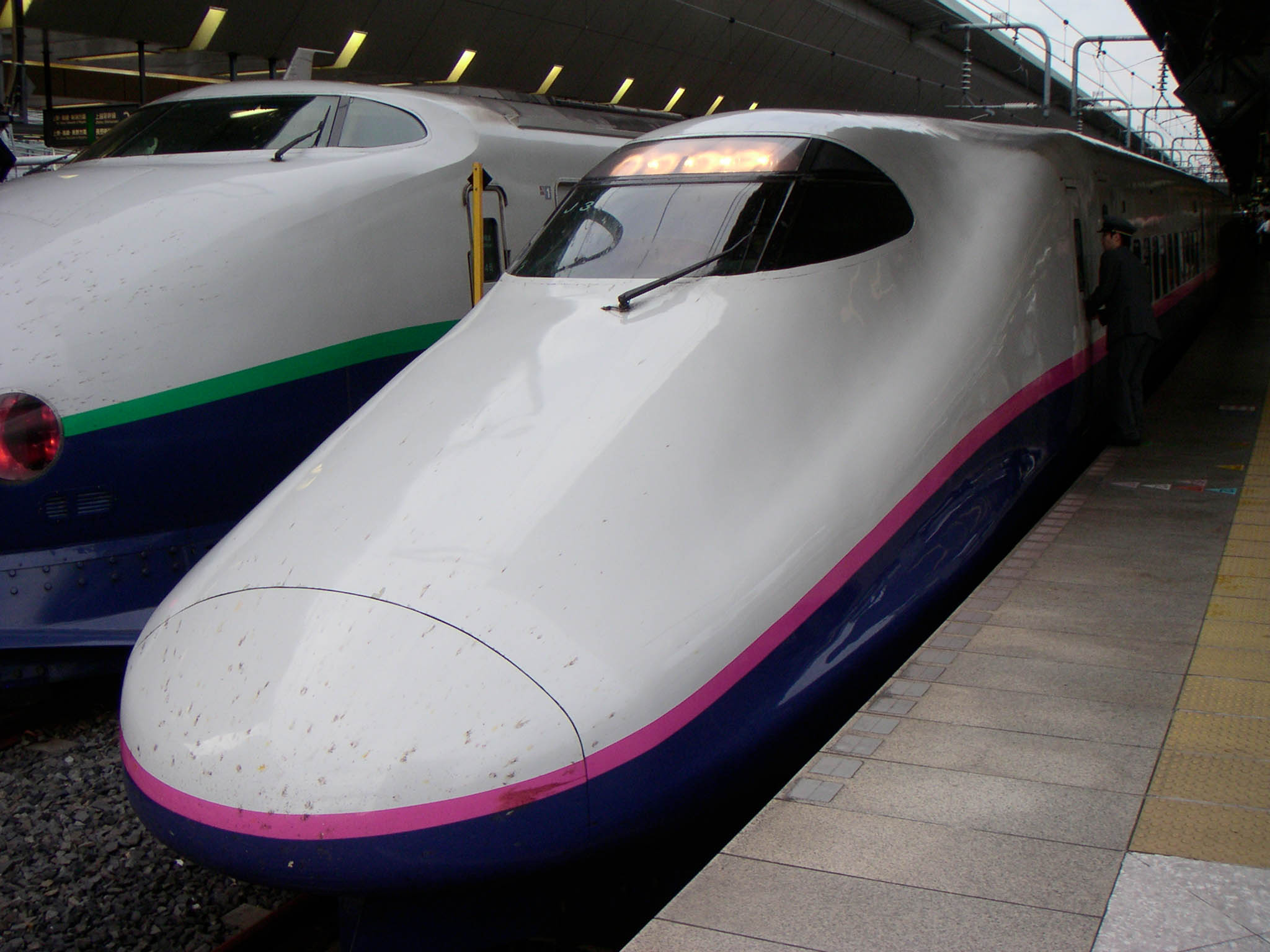
Shinkansen serii E2 na stacji Tokio

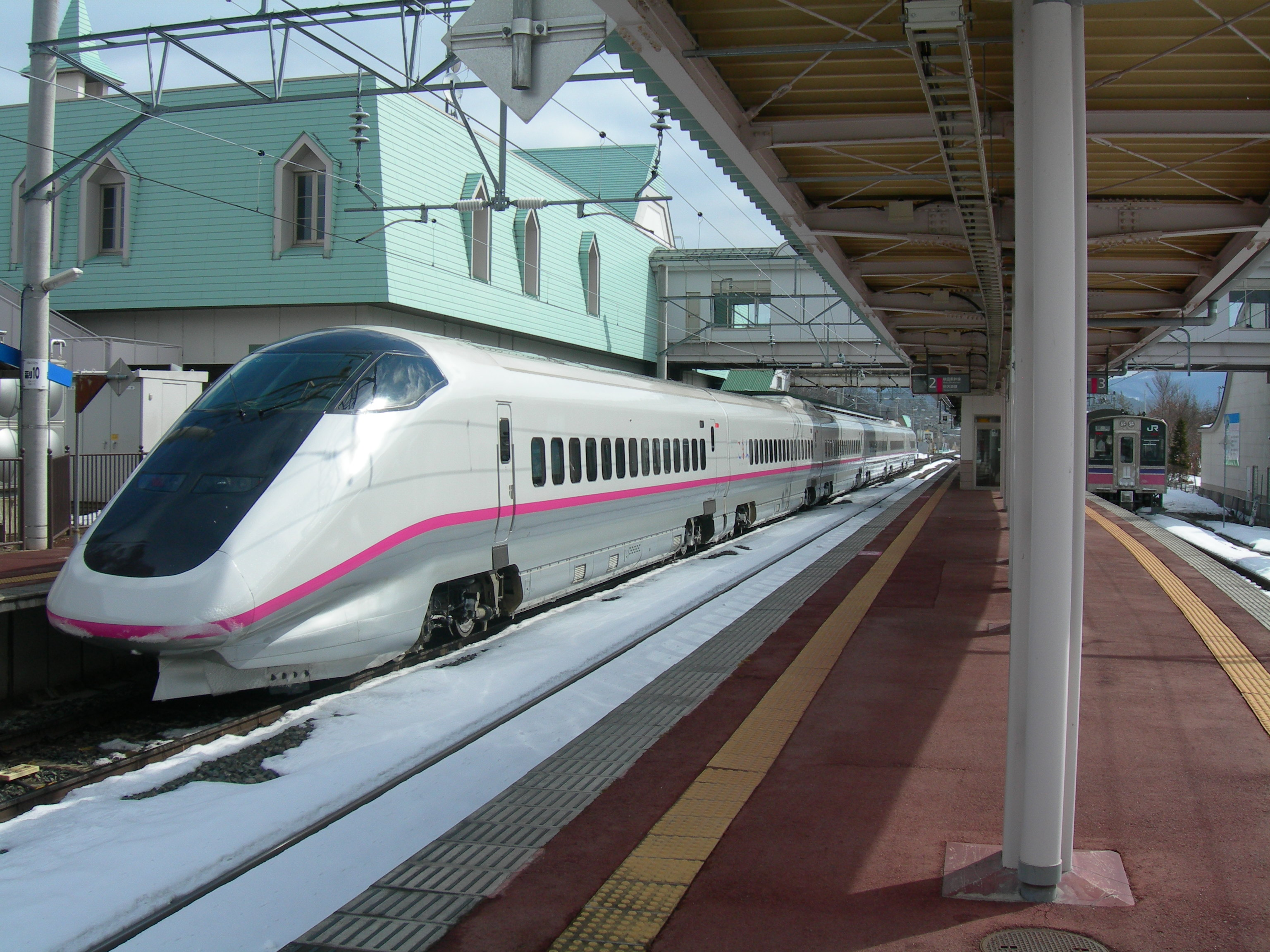
Shinkansen serii E3 na stacji Shizuku-ishi

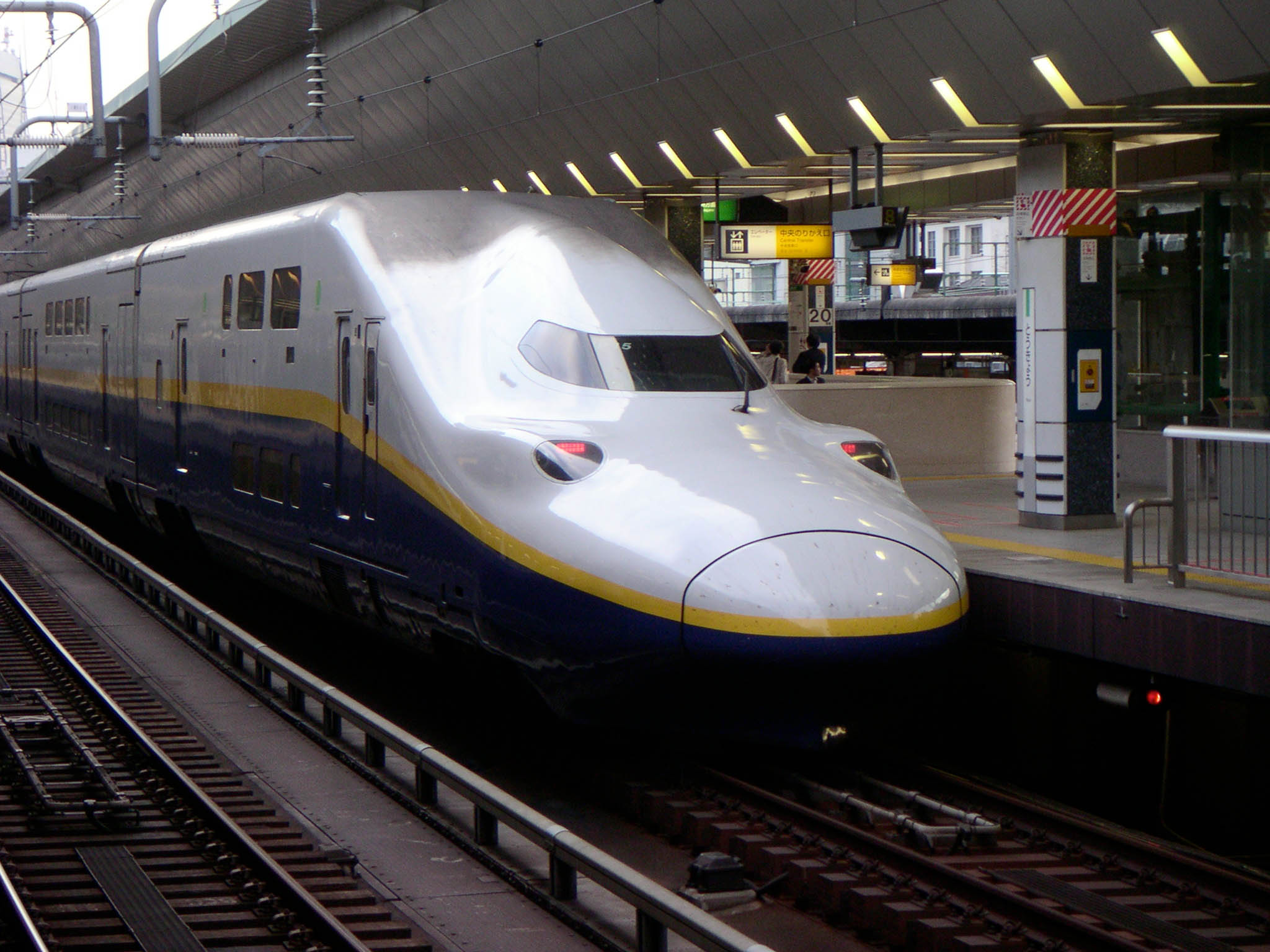
Shinkansen serii E4 „Max” na stacji Tokio

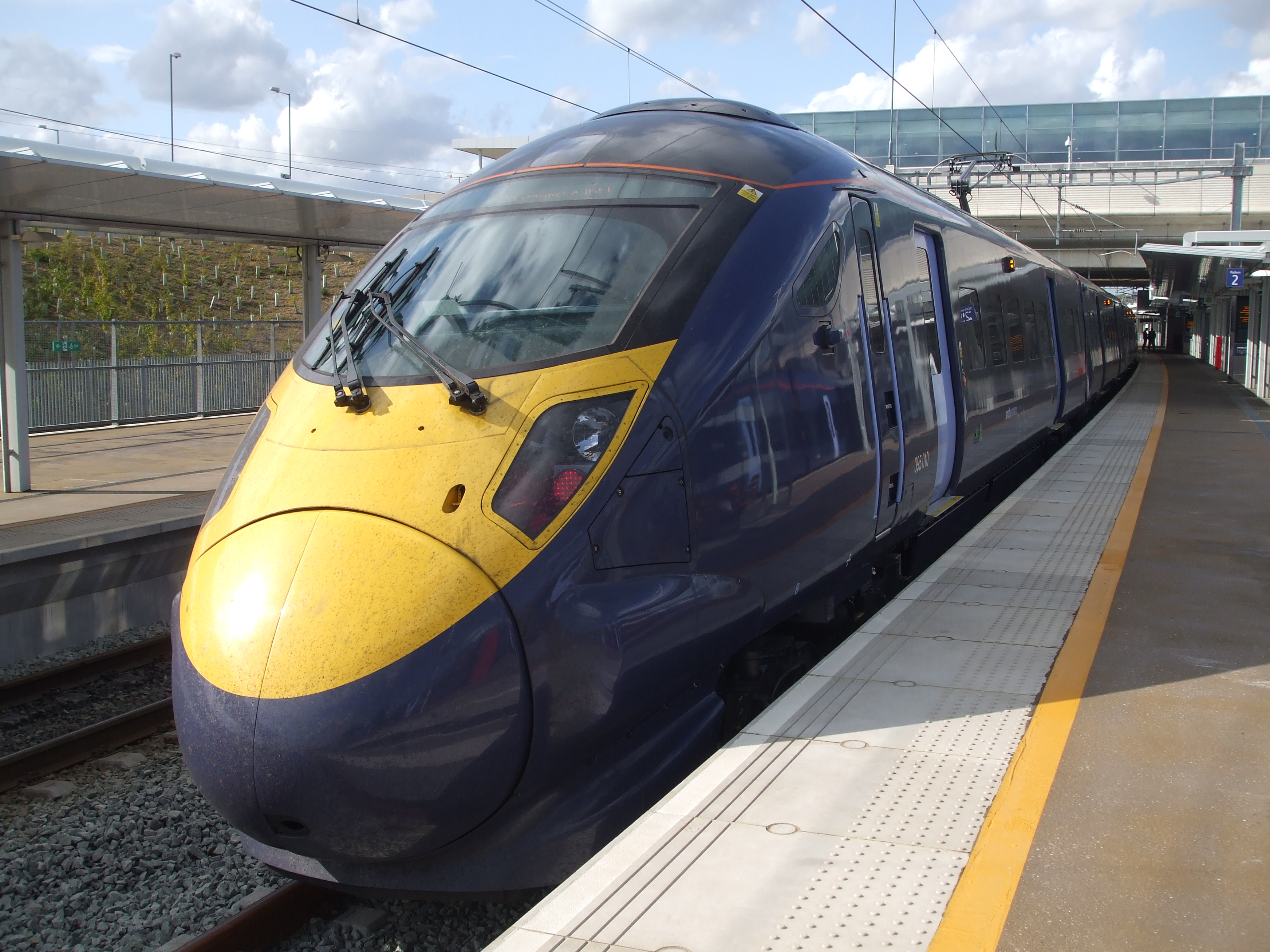
British Rail Klasa 395

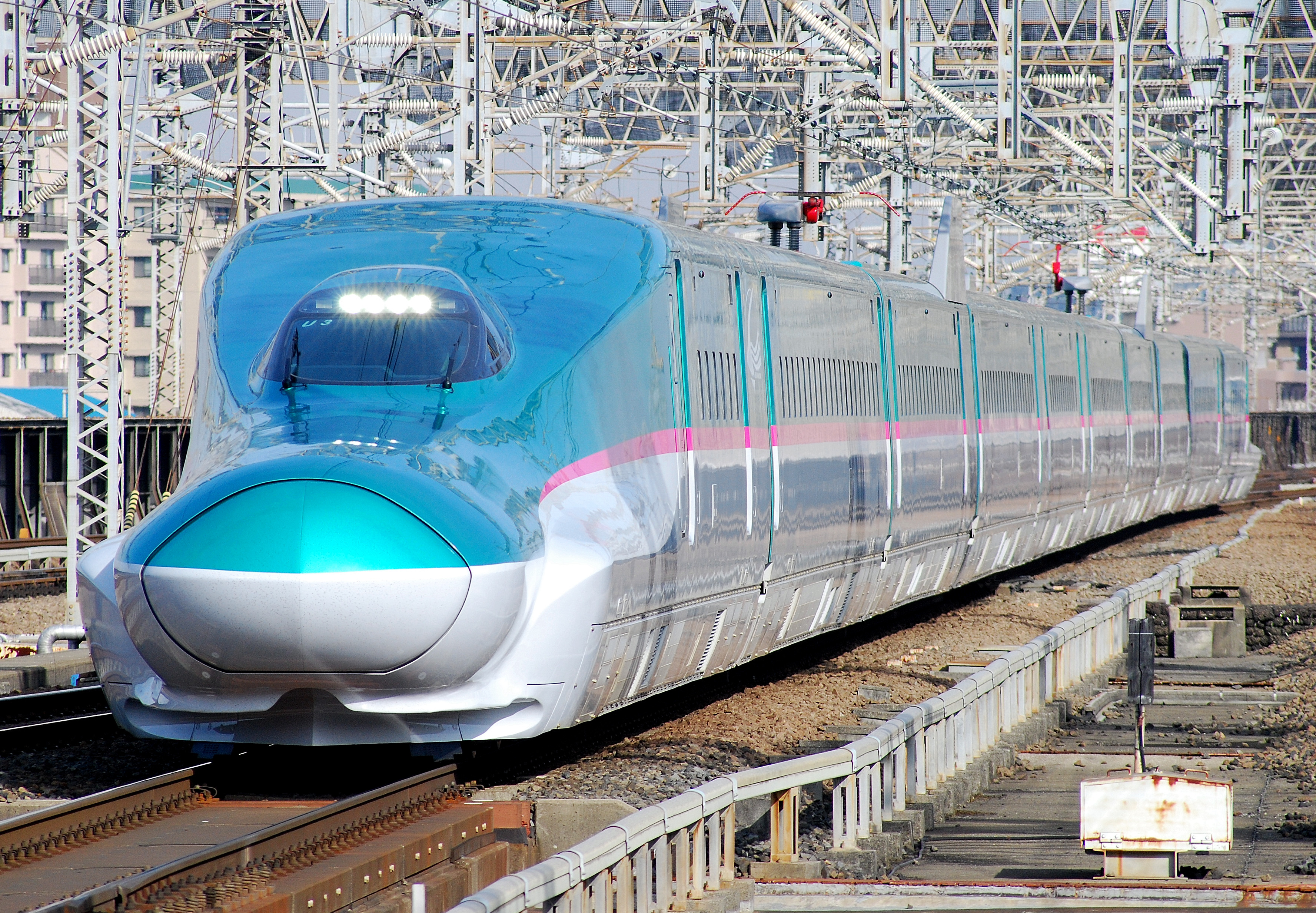
Shinkansen serii E5 „Hayabusa”

- Seria 0

| W eksploatacji                 | 1964–2008         |
| Maksymalna prędkość operacyjna | 220 km/h          |
| Wykorzystywana na liniach      | (Tōkaidō, San’yō) |
| Wykorzystywana na połączeniach | (Hikari, Kodama)  |

| Pierwsze pociągi, które rozpoczęły kursy na liniach Shinkansen. Stylistyka jest wzorowana na samolocie Douglas DC-8. Ich produkcję zakończono w 1986 roku, ale dzięki modernizacjom pociągi te kursowały wiele lat. Eksploatacja tej serii zakończyła się w listopadzie 2008. Jedna jednostka znajduje się także w Muzeum Kolejnictwa w Yorku (patrz Linki zewnętrzne). |

- Seria 100

| W eksploatacji                 | 1985–2012         |
| Maksymalna prędkość operacyjna | 230 km/h          |
| Wykorzystywana na liniach      | (Tōkaidō), San’yō |
| Wykorzystywana na połączeniach | (Hikari), Kodama  |

| Budowane pomiędzy 1984 a 1991 rokiem jednostki drugiej generacji. Skupiono się na zmniejszeniu poboru mocy i skomplikowania eksploatacji. Z powodu restrykcji dotyczących poziomu hałasu pociągi te nie poruszały się w normalnym ruchu z maksymalną prędkością, która sięga 270 km/h. |

- Seria 200

| W eksploatacji                 | 1982–2013                        |
| Maksymalna prędkość operacyjna | 240, 275 km/h                    |
| Wykorzystywana na liniach      | Tōhoku, Jōetsu                   |
| Wykorzystywana na połączeniach | Yamabiko, Nasuno, Toki, Tanigawa |

| Budowane w latach 1980–1986. Wykonane z aluminium i wyposażone w mocniejszy napęd bez trudu sprawdzały się na górskich trasach. Charakterystyczny pług to jeden z licznych elementów ochrony przed śniegiem, w jakie wyposażone są pociągi serii 200. |

- Seria 300

| W eksploatacji                 | 1992–2012              |
| Maksymalna prędkość operacyjna | 270 km/h               |
| Wykorzystywana na liniach      | Tōkaidō, San’yō        |
| Wykorzystywana na połączeniach | Nozomi, Hikari, Kodama |

| Budowane pomiędzy 1989 a 1998 rokiem, wyglądem mocno odbiegające od swoich poprzedników pociągi serii 300, były w momencie swojego debiutu najszybszymi pociągami na liniach Shinkansen. |

- Seria 400

| W eksploatacji                 | od 1992            |
| Maksymalna prędkość operacyjna | 240 km/h           |
| Wykorzystywana na liniach      | (Tōhoku, Yamagata) |
| Wykorzystywana na połączeniach | (Tsubasa)          |

| Pierwsze z tzw. Mini-Shinkansenów. Nazwę zawdzięczają krótszym i węższym wagonom. Zmniejszona szerokość wagonów podyktowana jest przystosowaniem serii 400 do zmodyfikowanych, acz standardowych tras kolejowych, a nie do linii Shinkansen. W efekcie zmniejszenia szerokości pociągu stało się konieczne zainstalowanie wysuwanych schodów, ułatwiających wsiadanie i wysiadanie na stacjach przeznaczonych dla pociągów Shinkansen. |

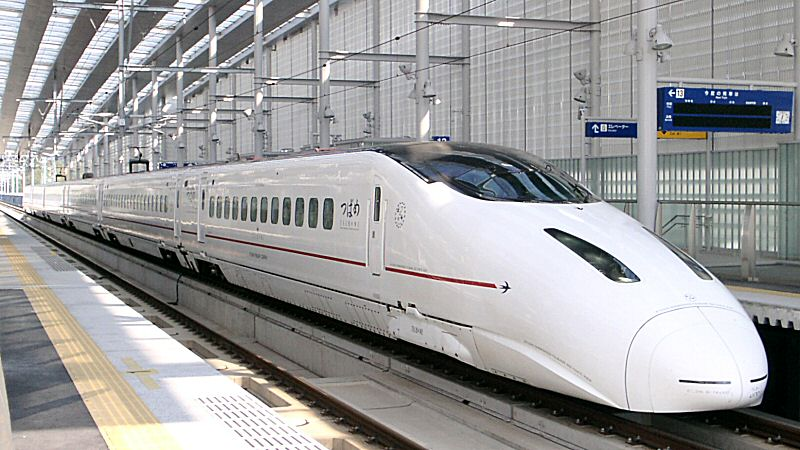
Shinkansen serii 800 „Tsubame” na stacji Shin-Minamata

- Seria 500

| W eksploatacji                 | od 1997                  |
| Maksymalna prędkość operacyjna | 300 km/h                 |
| Wykorzystywana na liniach      | (Tōkaidō), San’yō        |
| Wykorzystywana na połączeniach | (Nozomi), Hikari, Kodama |

| Budowane między 1995 a 1998 rokiem pociągi tej serii są zaprojektowane do jazdy z prędkością 320 km/h. Pomimo satysfakcjonujących wyników w próbach nie zdecydowano się jeszcze na ich eksploatację z tą prędkością. |

- Seria 700

| W eksploatacji                 | od 1999                                  |
| Maksymalna prędkość operacyjna | 285 km/h                                 |
| Wykorzystywana na liniach      | Tōkaidō, San’yō                          |
| Wykorzystywana na połączeniach | Nozomi, Hikari Rail Star, Hikari, Kodama |

| Celem powstania serii 700 było stworzenie pociągu niewiele odstającego od serii 500 pod względem prędkości, ale znacznie tańszego w budowie. Pociągi te budowano w latach 1997–2004. |

- Seria 700T

| W eksploatacji                 | 2005–2006                 |
| Maksymalna prędkość operacyjna | 300 km/h                  |
| Wykorzystywana na liniach      | Taiwan High Speed Railway |
| Wykorzystywana na połączeniach | Taiwan High Speed Railway |

| Specjalna wersja Shinkansena serii 700 przygotowana z myślą o Tajwańskiej Szybkiej Kolei. |

- Seria N700

| W eksploatacji                 | od 2007                                         |
| Maksymalna prędkość operacyjna | 300 km/h                                        |
| Wykorzystywana na liniach      | Tōkaidō, San’yō, Kyūshū                         |
| Wykorzystywana na połączeniach | Nozomi, Hikari, Kodama, Mizuho, Sakura, Tsubame |

|  |

- Seria 800

| W eksploatacji                 | od 2004         |
| Maksymalna prędkość operacyjna | 260 km/h        |
| Wykorzystywana na liniach      | Kyūshū          |
| Wykorzystywana na połączeniach | Tsubame, Sakura |

| Maksymalna projektowa prędkość tego pociągu to 285 km/h, choć w eksploatacji zdecydowano się na niższą. Pociągi tej serii mają wnętrze wykonane przy użyciu bardziej tradycyjnych materiałów, jak drewno. |

- Seria E1 Max

| W eksploatacji                 | 1994–2012              |
| Maksymalna prędkość operacyjna | 240 km/h               |
| Wykorzystywana na liniach      | Jōetsu                 |
| Wykorzystywana na połączeniach | Max-Toki, Max-Tanigawa |

| Pociągi te miały początkowo nazywać się serią 600, ale zgodnie z nowym rodzajem nazewnictwa Max to skrót od Multi-Amenity eXpress. E1 to pierwszy piętrowy na całej długości składu Shinkansen. Zanim wymyślono nazwę Max pociągi były znane pod nazwą DDS – Double-Decker Shinkansen. |

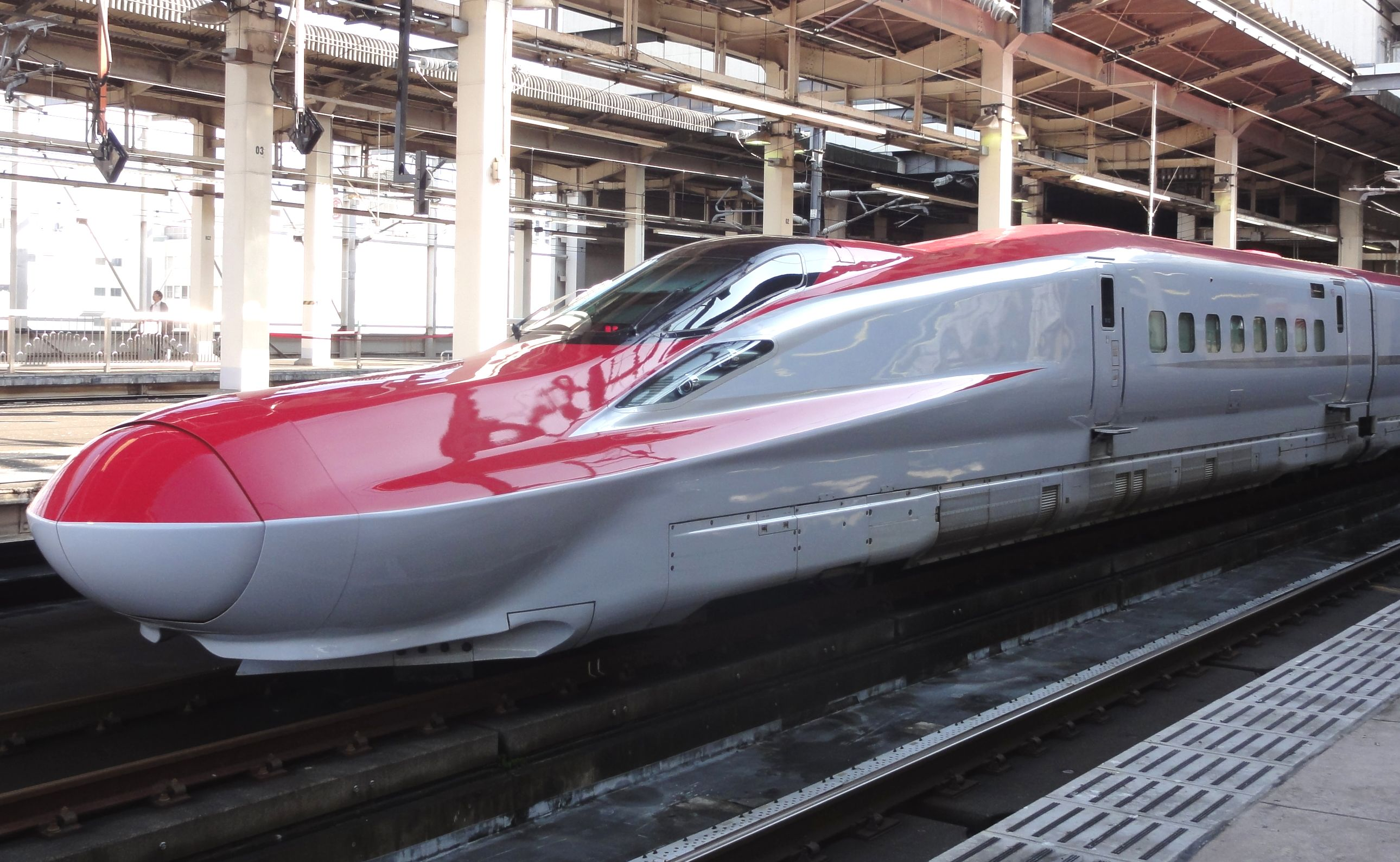
Seria E6 podczas jazdy testowej na stacji Morioka, 2010

- Seria E2

| W eksploatacji                 | od 1997                         |
| Maksymalna prędkość operacyjna | 275 km/h                        |
| Wykorzystywana na liniach      | Tōhoku, Nagano                  |
| Wykorzystywana na połączeniach | Hayate, Yamabiko, Nasuno, Asama |

| Pociągi te mają maksymalną prędkość projektową 315 km/h. Były budowane w latach 1995–2004. |

- Seria E3

| W eksploatacji                 | od 1997                            |
| Maksymalna prędkość operacyjna | 275 km/h                           |
| Wykorzystywana na liniach      | Tōhoku, Akita, Yamagata            |
| Wykorzystywana na połączeniach | Komachi, Tsubasa, Yamabiko, Nasuno |

| Pociąg typu Mini-Shinkansen, produkowany od 1995 roku. |

- Seria E4 Max

| W eksploatacji                 | od 1997                                                     |
| Maksymalna prędkość operacyjna | 240 km/h                                                    |
| Wykorzystywana na liniach      | Tōhoku, Jōetsu, Nagano                                      |
| Wykorzystywana na połączeniach | Max-Yamabiko, Max-Nasuno, Max-Toki, Max-Tanigawa, Max-Asama |

| Drugi, obok modelu E1, piętrowy Shinkansen klasy Max. Shinkanseny E4 budowane są od roku 1997. |

- Klasa 395

| W eksploatacji                 | od 2009                                                 |
| Maksymalna prędkość operacyjna | 225 km/h                                                |
| Wykorzystywana na liniach      | Southeastern                                            |
| Wykorzystywana na połączeniach | London St Pancras International – Ashford International |

| Specjalna wersja Serii 885. To nie są Shinkansen, ale zwykły typ kolejowy w ścisłym znaczeniu tego słowa. |

- Seria E5

| W eksploatacji                 | od 2011                     |
| Maksymalna prędkość operacyjna | 300 km/h 320 km/h (od 2013) |
| Wykorzystywana na liniach      | Tōhoku                      |
| Wykorzystywana na połączeniach | Hayabusa                    |

| Od roku 2011. |

- Seria E6

| W eksploatacji                 | od 2013                     |
| Maksymalna prędkość operacyjna | 300 km/h 320 km/h (od 2014) |
| Wykorzystywana na liniach      | Tōhoku, Akita               |
| Wykorzystywana na połączeniach | Komachi                     |

| Od roku 2013. |

### Modele niewprowadzone jeszcze do eksploatacji

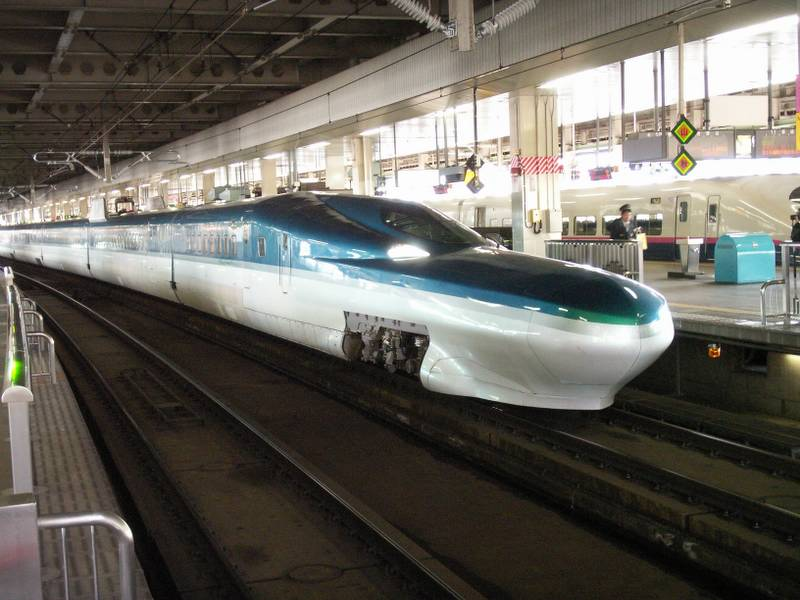
Shinkansen Serii E954 na stacji Sendai

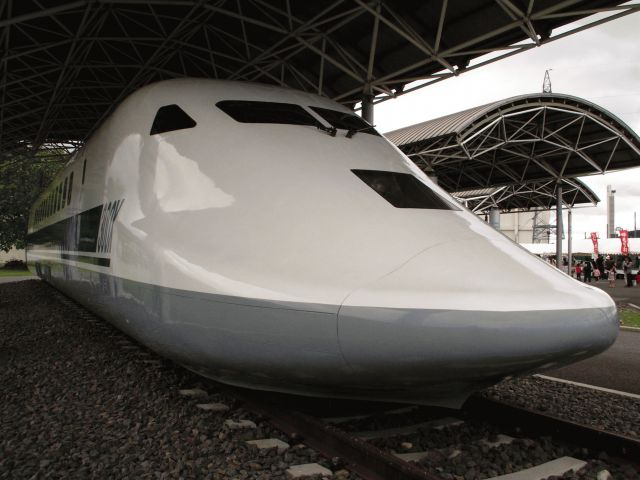
Shinkansen Serii E955

- Seria E954

| Przewidywany rok wprowadzenia do eksploatacji | 2007–2011 |
| Prędkość maksymalna                           | 405 km/h  |
| Przewidywana maksymalna prędkość operacyjna   | 360 km/h  |

| Zdolne do poruszania się jedynie na liniach specjalnie przeznaczonych dla pociągów Shinkansen.      |
| Wyposażone w system hamulców aerodynamicznych na wypadek sytuacji awaryjnych, np. trzęsienia ziemi. |
| Obecnie istnieje tylko jeden egzemplarz testowy.                                                    |

- Seria E955

| Przewidywany rok wprowadzenia do eksploatacji | 2007–2011 |
| Prędkość maksymalna                           | 405 km/h  |
| Przewidywana maksymalna prędkość operacyjna   | 360 km/h  |

| Zdolne do poruszania się zarówno na liniach specjalnie przeznaczonych dla pociągów Shinkansen, jak i normalnych (zmodernizowanych) |
| Wyposażone w system hamulców aerodynamicznych na wypadek sytuacji awaryjnych, np. trzęsienia ziemi.                                |
| Egzemplarz testowy powstał w roku 2006                                                                                             |

## Lista rodzajów połączeń kolejowych Shinkansen

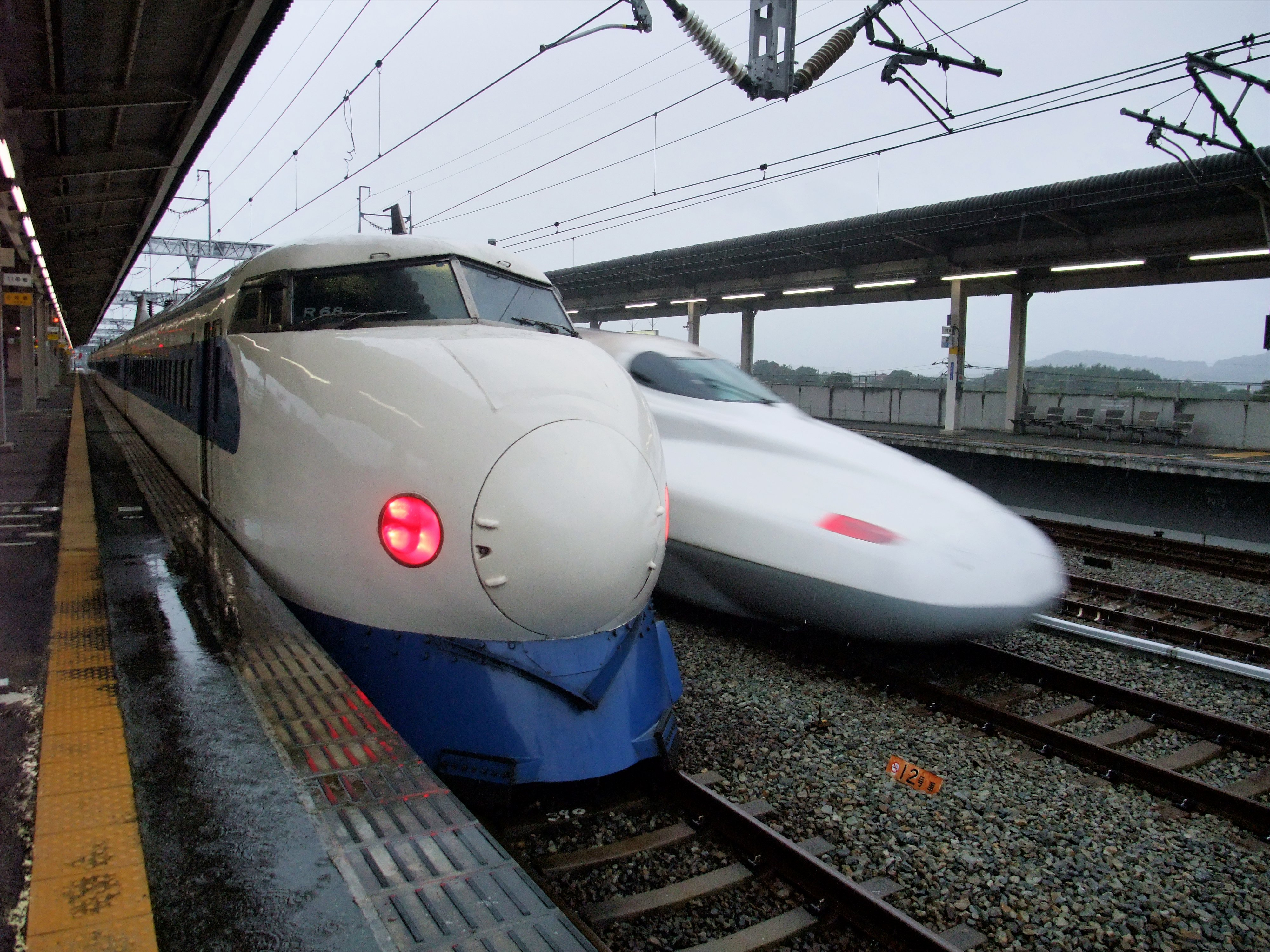
Najstarszy model – Seria 0 (po lewej) i jeden z najnowszych modeli – Seria N700

Tłumaczenia nazw pociągów/ekspresów obsługujących sieć Shinkansen. Różnorodność nazewnictwa jest zamierzonym ułatwieniem służącym rozpoznawaniu poszczególnych połączeń i rodzajów pociągów. Ekspresy o różnych nazwach obsługują np. jedną linię, ale zatrzymują się na innych stacjach.
- Aoba (już nieużywana) (tłum. zielone liście)
- Asahi (już nieużywana) (tłum. wschodzące słońce)
- Asama (Asama)
- Hayabusa (tłum. sokół wędrowny)
- Hayate (tłum. podmuch wiatru)
- Hikari (tłum. światło)
- Hikari Rail Star
- Kodama (tłum. echo)
- Komachi (od imienia poetki Ono no Komachi z epoki Heian)
- Max-Asahi (już nieużywana)
- Max-Nasuno
- Max-Tanigawa
- Max-Toki
- Max-Yamabiko
- Mizuho
- Nasuno
- Nozomi (tłum. nadzieja)
- Sakura
- Tanigawa
- Toki
- Tsubame (tłum. jaskółka)
- Tsubasa (tłum. skrzydło)
- Yamabiko (tłum. górskie echo)